# María Teresa Daurella de Nadal
María Teresa Daurella de Nadal (Barcelona, 7 de noviembre de 1948) es una antigua diplomática española. 
Licenciada en Ciencias Políticas, ingresó en 1979 en la carrera diplomática. Estuvo destinada en las representaciones diplomáticas españolas en Bélgica, Italia, Croacia y Francia. Dentro del Plan África, ocupó diversos puestos en Ghana, Guinea Bissau y Cabo Verde. Asimismo, desempeñó diferentes cargos en el Ministerio de Asuntos Exteriores y fue Segunda Jefa en la Embajada de España en Uruguay. Desde agosto de 2008 a marzo de 2011, fue embajadora de España en Sudán, siendo sustituida por Ramón Gil-Casares Satrústegui.